# Star Trek (série de filmes)
Star Trek é o ramo cinematográfico da franquia midiática homônima, que teve início como série televisiva transmitida pela NBC de 1966 a 1969. A adaptação cinematográfica, no entanto, projetou a franquia em um enorme sucesso comercial durante a década de 1970, o que levou a Paramount Pictures a investir em sequências.
A Paramount iniciou o desenvolvimento de um longa-metragem de Star Trek em 1975, após negociações com o criador da franquia, Gene Roddenberry. A companhia descartou o projeto dois anos depois, para dar lugar a uma série televisiva com o elenco original: Star Trek: Phase II. Contudo, o sucesso subsequente de Star Wars e Close Encounters of the Third Kind fez com que a companhia mudasse novamente os rumos para o cinema, adaptando o episódio piloto da eventual série para um longa-metragem. O primeiro filme, então, foi lançado em 1979 sob o título Star Trek: The Motion Picture. Foram produzidos outros cinco filmes com o elenco original entre 1982 e 1991. A partir da década de 1990, o elenco da série Star Trek: The Next Generation estrelou mais quatro filmes com enredo no mesmo universo midiático. Após um hiato de seis anos desde o lançamento de Star Trek: Nemesis, um novo filme foi lançado em 2009, intitulado somente Star Trek e servindo como um reboot da franquia cinematográfica. Esta produção recebeu duas sequências: Star Trek Into Darkness, lançado em 2013, e Star Trek Beyond, lançado em 2016 como parte das comemorações do cinquentenário da franquia.
A série de filmes Star Trek recebeu 15 indicações ao Óscar, sendo que Star Trek (2009) recebeu o prêmio de Melhor Maquiagem em 2010; e outros quatro filmes anteriores haviam sido igualmente indicados nas categorias relacionadas à maquiagem, figurino e  música.

## Desenvolvimento

### Série Original(1979-1991)
|                                    |  |                     |
| William Shatner Capitão James Kirk |  | Leonard Nimoy Spock |

Gene Roddenberry, criador da franquia, sugeriu primeiramente a ideia de um filme em 1969. Quando a série televisiva foi cancelada, ele negociou para a produção de um filme. O sucesso da série convenceu a companhia a produzir um longa-metragem em 1975. Uma série de roteiristas tentaram produzir um roteiro épico condizente com o perfil da série, porém as propostas não agradaram à liderança da Paramount Pictures, que suspendeu o projeto em 1977. A Paramount, no entanto, planejou o retorno da franquia com uma nova série televisiva, Star Trek: Phase II. O expressivo sucesso comercial de Star Wars influenciou outros estúdios norte-americanos a investir em produções de ficção científica. Quando Close Encounters of the Third Kind, da Columbia Pictures, foi um estrondoso sucesso de estreia, a Paramount decidiu investir no gênero cinematográfico, cancelando a série em produção e voltando-se para um novo filme.
As filmagens de Star Trek: The Motion Picture foram iniciadas em 7 de agosto de 1978, com direção de Robert Wise. A equipe de produção de Robert Abel encontrou dificuldades de gerenciar a grande quantidade de efeitos especiais e a produção atrasou o calendário previsto. Douglas Trumbull foi contratado para finalizar os efeitos a tempo; a última edição do filme foi concluída pouco tempo antes da estreia. O filme introduziu uma nova tendência no design de espaçonaves e equipamentos futurísticos, distanciando-se da temática visual da série. Muitos dos elementos de filmagem criados para a Phase II foram adaptados e utilizados na produção do primeiro filme. O filme recebeu críticas mistas, enquanto arrecadou mais de 82 milhões de dólares em bilheterias.
O resultado das bilheterias do primeiro filme foi considerado desapontador, porém suficiente para que a Paramount realizasse uma sequência, ainda que com orçamento limitado. Ao conceber um enredo em que a tripulação da Enterprise voltaria no tempo para garantir o assassinato de John F. Kennedy, Roddenberry desagradou aos dirigentes da companhia e foi substituído pelo produtor televisivo Harve Bennett. Após assistir todos os episódios da Série Original, Bennett decidiu colocar o personagem Khan Noonien Singh como antagonista principal do novo filme. Nicholas Meyer concluiu um roteiro completo em somente doze dias, e fez o possível para realizar tudo dentro do orçamento, dando ao filme um estilo náutico, o que ele mesmo descreveu como "Horatio Hornblower no espaço cideral". Pouco após o lançamento, The Wrath of Khan recebeu críticas positivas. Mark Bernadin, editor da Entertainment Weekly, chamou-o de "o filme que salvou Star Trek como nós conhecemos hoje."
Meyer recusou dirigir o filme seguinte, sendo assim, a direção foi confiada a Leonard Nimoy. A Paramount liberou a produção de Star Trek III um dia após o lançamento de The Wrath of Khan. Bennett escreveu o roteiro baseando-se na ressurreição de Spock, mesclando elementos do filme anterior e do episódio "Amok Time", da Série Original. Nimoy permaneceu como diretor do filme seguinte. Nimoy e Bennett desejavam um filme de tom mais claro, sem um antagonista clássico. Juntos, decidiram incluir uma viagem no tempo, na qual a tripulação da Enterprise retornava ao passado para garantir seu presente.

### Rebootde 2009

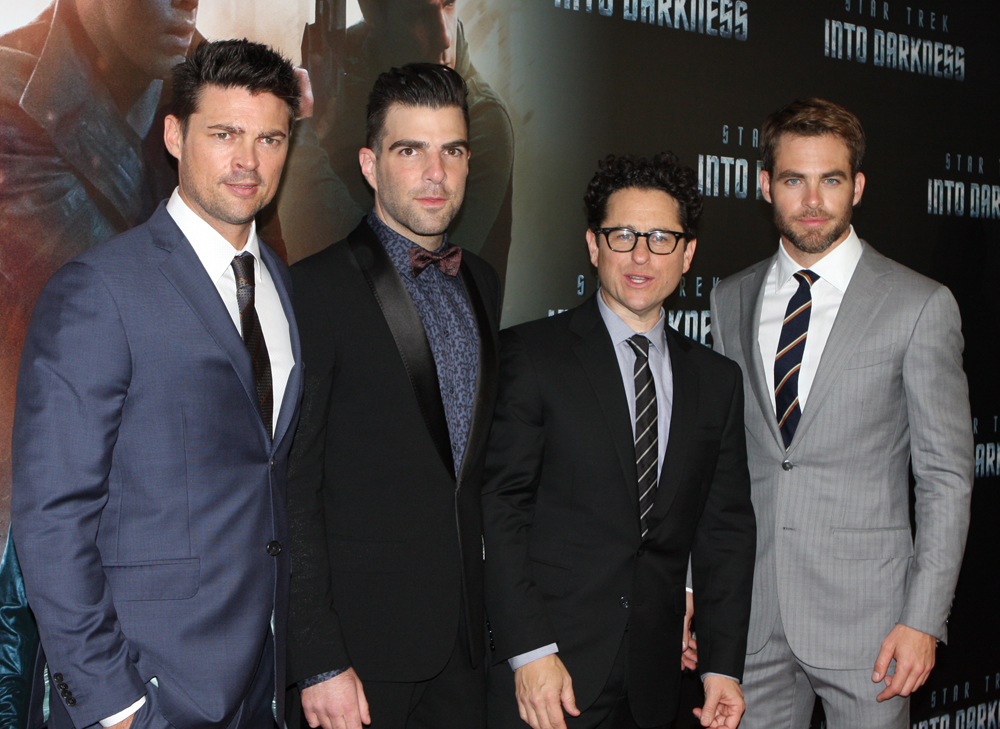
Elenco de Star Trek Into Darkness na estreia australiana do filme. (Da esquerda para a direita: Karl Urban, Zachary Quinto, J. J. Abrams e Chris Pine)

Após a recepção de Star Trek: Nemesis e o cancelamento da série televisiva Star Trek: Enterprise, o produtor executivo da franquia Rick Berman e o roteirista Erik Jendresen passam a desenvolver um novo filme, intitulado Star Trek: The Beginning, cujo enredo se passaria entre os fatos narrados na série e os fatos decorridos antes da Série Original. J. J. Abrams, produtor de Cloverfield e criador da série Lost, era um fã de Star Wars quando criança e confessou que a franquia Star Trek distanciou-se para ele. Em fevereiro de 2007, Abrams aceitou o convite da Paramount para dirigir um novo filme da franquia, tendo anteriormente acertado com a companhia como produtor. Roberto Orci e Alex Kurtzman escreveram o roteiro que impressionou Abrams, incluindo novos atores interpretando versões mais jovens dos personagens originais. A icônica USS Enterprise, seu interior e os uniformes da tripulação foram todos redesenhados. Apesar do filme ter sido agendado para estrear em dezembro de 2008, a Paramount escolheu lançá-lo em 8 de maio de 2009. O filme arrecadou mais de 350 milhões mundialmente (sendo 75 milhões somente na semana de estreia, um valor muito superior a Star Trek: First Contact em 1996), e ultrapassou Star Trek IV: The Voyage Home como o filme mais lucrativo da franquia. Uma sequência, Star Trek Into Darkness já estava em forte evidência mesmo antes do lançamento do primeiro filme, e foi lançado em 17 de maio de 2013. O terceiro filme desta nova sequência, Star Trek Beyond, foi dirigido por Justin Lin e produzido por Abrams, sendo lançado em julho de 2016.
O renascimento da franquia é frequentemente considerado um "reboot" (reinício) da franquia, porém é tecnicamente a continuação de toda a franquia (uma prova disto é que Nimoy reprisa seu papel como Spock dos filmes anteriores), o que estabelece uma realidade alternativa para com os demais filmes. Esta linhagem foi tomada, ao invés de um reboot tradicional, para evitar limitações com os filmes anteriores e estabelecer uma continuidade sem descartá-los por completo. Esta nova realidade foi informalmente referida por diversos meios de comunicação como "Abramverso", "JJ Trek" ou "NuTrek" antes de ser denominada "Linha do tempo Kelvin" por Michael e Denise Okuda para uso nas mídias oficias da série. O nome "Kelvin" foi retirado de USS Kelvin, uma nave estelar envolvida nos eventos que criaram a realidade apresentada no filme de 2009. Abrams batizou a nave em homenagem a seu avô, Henry Kelvin, que também empresta seu nome ao Arquivo Memorial Kelvin, de Into Darkness.

### A "maldição"
Fãs da franquia comumente consideram os filmes "amaldiçoados", sendo que os filmes de numeração par (na sequência) obtinham resultados melhores do que os filmes de numeração ímpar. O décimo filme, no entanto, Nemesis, é considerado o primeiro filme a suplantar tal maldição. Sua falha comercial e o subsequente sucesso de Star Trek, em 2009, quebrariam tal "coincidência". O fato é recorrente na cultura popular.

## Filmes deThe Original Series

### The Motion Picture(1979)
Uma intensa nuvem de energia avança em direção à Terra, deixando um rastro de destruição em seu caminho e a USS Enterprise deve interceptá-la para determinar o que ela carrega em seu interior e sua possível intenção. 

### The Wrath of Khan(1982)
Khan Noonien Singh (Ricardo Montalbán), um humano geneticamente modificado frustrado por James T. Kirk (William Shatner) em sua tentativa de controlar a Enterprise, busca vingar-se do capitão através de uma sinistra e articulada emboscada.
Tanto o primeiro, como o segundo filme possuem versões televisivas com cenas adicionais e alternativas que afetam o enredo. Em The Wrath of Khan, uma destas cenas inclui um jovem tripulante que morre durante o ataque à Enterprise. Posteriormente, revela-se que o jovem seria sobrinho de Scotty (James Doohan).

### The Search for Spock(1984)
Quando McCoy começa a agir de modo irracional, Kirk descobre que Spock (Leonard Nimoy), em seus últimos momentos, havia transferido seu katra ao médico. Na tentativa de salvar McCoy de um eminente colapso emocional, Kirk e a tripulação tomam a Enterprisee quebram a quarentena do planeta Gênesis para resgatar o corpo de Spock e finalmente uni-lo à alma. Entretanto, desejando obter o segredo de Gênesis para benefício próprio, Kruge (Christopher Lloyd) e sua tripulação interferem nos planos de Kirk, trazendo severas consequências.

### The Voyage Home(1986)
Ao dirigirem-se à corte marcial por sua atitude de resgat Spock, Kirk e a tripulação descobrem que a Terra é sitiada por uma sonda cilíndrica gigante enviando um sinal indecifrável, na tentativa de comunicar-se com espécies extintas de baleias-jubarte. Para salvar o planeta, a tripulação deve viajar de volta ao século XX para obter um casal da espécie e trazer uma bióloga marinha (Catherine Hicks).
Do segundo ao quarto filme formam basicamente uma trilogia, sendo que o última reincorpora elementos dos filmes anteriores. O terceiro filme se inicia dias após a conclusão do enredo narrado no segundo filme, e o quarto três meses após o terceiro. O quinto filme, por sua vez, narra os eventos ocorridos um mês após o quarto, mas não estão diretamente interligados aos outros três filmes anteriores. 

### The Final Frontier(1989)
O meio-irmão de Spock (Laurence Luckinbill) acredita ser um "escolhido" e sequestra a nova Enterprise A para viajar até o centro da Via Láctea, onde acredita que seu Criador o espera. Enquanto isto, um jovem capitão klingon (Todd Bryant), desejando obter sucesso total no que pensa ser uma oportunidade de vingar seu povo pela derrota em Gênesis, persegue Kirk.

### The Undiscovered Country(1991)
Após Qo'noS ser devastado por uma catástrofe natural, os Klingons iniciam um processo de paz com a Federação. O Chanceler Klingon (David Warner), a caminho de uma reunião na Terra, é assassinado por tripulantes da Enterprise, e Kirk é acusado pelo chefe de gabinete do Chanceler (Christopher Plummer). Spock tenta provar a inocência do capitão, porém descobre uma massiva conspiração contra os acordos de paz, com envolvimento de ambos os lados.

## FilmesThe Next Generation

### Generations(1994)
O Capitão Kirk e o Capitão Picard (Patrick Stewart) unem forças para derrotar Tolian Soran (Malcolm McDowell), um cientista que, em busca de um meio de entrar no Nexus (uma dimensão onde o tempo não passa), é capaz de condenar à destruição um mundo habitado. 
Lançado após sete temporadas de Star Trek: The Next Generation, Generations foi o primeiro filme estrelado pela tripulação da USS Enterprise-D, além de três membros da franquia original.

### First Contact(1996)
Os Borg tentam evitar um primeiro contato entre a Terra e Vulcano, interferindo nos testes de Zefram Cochrane (James Cromwell) no passado. Picard deve confrontá-los e encarar também o seu passado.

### Insurrection(1998)
No planeta Ba'ku, com apenas 600 habitantes, uma estação arqueológica da Federação em conjunto com a raça So'na é atacada pelo tenente-comandante Data (Brent Spiner), enviado para observações. Mandado para investigar, Picard (Patrick Stewart) recebe a ordem de atacar o planeta, mas ele se rebela. O motivo do ataque: os So'na e a Federação querem a fonte da juventude que existe em Ba'ku.

### Nemesis(2002)
O capitão Jean-Luc Picard (Patrick Stewart) e a tripulação da Enterprise são enviados em uma missão diplomática de paz rumo ao planeta Romulus. Lá eles precisam deter uma rebelião liderada por Shinzou (Tom Hardy), que ameaça destruir a Terra, bem como enfrentar uma perigosa réplica do próprio capitão Picard.

## TrilogiaStar Trek(Linha do Tempo Kelvin)

### Star Trek(2009)
Quando Vulcano é destruído pelos Romulanos vindos do futuro, o cadete da Frota Estelar, James Kirk (Chris Pine) e o instrutor Spock (Zachary Quinto) devem superar suas diferenças para manter a Terra a salvo.

### Into Darkness(2013)
Um agente especial da Frota Estelar (Benedict Cumberbatch) coage um oficial a implodir uma instalação secreta em Londres, interrompendo uma reunião da Frota Estelar em São Francisco e, em seguida, fugindo para Kronos. A tripulação da Enterprise tenta trazê-lo de volta sem provocar conflito com o Império Klingon.

### Beyond(2016)
Realizando uma parada na Base Estelar Yorktown, um remoto entreposto nos limites da Federação, a USS Enterprise está na metade de sua jornada, quando sofre um ataque de alienígenas desconhecidos, forçando a tripulação a abandoná-la. A tripulação se refugia uma planeta totalmente desconhecido e sem nenhuma chance de resgate, entrando em conflito com Krall (Idris Elba), um novo inimigo sociopata. 
Star Trek Beyond foi lançado em 22 de julho de 2016, dentro das comemorações pelos 50 anos da franquia. Roberto Orci afirmou que Star Trek Beyond seria mais voltado à série original do que seus antecessores na nova trilogia, preservando tudo o que foi introduzido desde 2009. Em dezembro de 2014, Justin Lin foi confirmado como diretor da sequência, sendo o primeiro filme da nova trilogia a não contar com a direção de J. J. Abrams, cujo trabalho com Star Wars: The Force Awakens, restringiu sua atuação na produção a de produtor. Em janeiro de 2015, Simon Pegg e Doug Jung foram confirmados como co-roteiristas do filme. Idris Elba atuou como o antagonista Krall, enquanto Sofia Boutella viveu Jaylah. Foi o último trabalho de Anton Yelchin (Pavel Chekov), que morreu em acidente automobilístico em 19 de junho de 2016.

## Futuro
Pine e Quinto foram confirmados para reprisarem seus papéis no quarto filme, ainda sem título.  Em julho de 2016, Abrams, recém-desligado de Star Wars: The Force Awakens, confirmou especulações sobre tal produção e afirmou que Chris Hemsworth reassumiria o papel de George Kirk, pai de James Kirk. No mesmo ano, a Paramount confirmou o retorno de Hemsworth e da maioria do elenco de Star Trek Beyond, incluindo Abrams e Lindsey Weber como produtores; e J. D. Payne e Patrick McKay como roteiristas. Abrams disse que Chekov não seria interpretado por outro ator após a morte de Yelchin em um incidente com o próprio carro. Em abril de 2018, S.J. Clarkson foi anunciado como diretor do filme. Em agosto de 2018, as conversas com Pine e Hemsworth fracassaram depois que o estúdio pretendia reduzir seus salários em resposta ao desempenho financeiro decepcionante de Sem Fronteiras. Segundo Hemsworth, o motivo de sua saída foi porque ele achou o roteiro abaixo do esperado. Em janeiro de 2019, o Deadline Hollywood informou que a Paramount arquivou o projeto.
Em dezembro de 2017, foi anunciado que Quentin Tarantino estava trabalhando em um filme de Star Trek, em colaboração com Abrams, com a intenção de atuar como diretor. Mark L. Smith, Lindsey Beer, Megan Amram e Drew Pearce participaram de uma sala de roteiristas, antes que a Paramount finalizasse um acordo com Smith para escrever o roteiro. O roteiro foi concluído em junho de 2019. Tarantino planeja continuar potencialmente desenvolvendo o filme, que deve ter classificação para maiores. O cineasta descreve a história como "Pulp Fiction no Espaço". William Shatner expressou estar aberto para reprisar seu papel como Kirk no projeto. Em janeiro de 2020, Tarantino afirmou que o filme poderia ser feito, mas que, provavelmente, não o dirigiria.
Em novembro de 2019, um filme de Star Trek foi anunciado por estar em desenvolvimento, com Noah Hawley em negociações para atuar como roteirista e diretor. Hawley também atuaria como produtor ao lado de Abrams em uma colaboração entre seus estúdios de produção, 26 Keys e Bad Robot, respectivamente. Hawley disse sobre o projeto: "Para mim, é ... uma nova direção, mas ainda é cedo, em termos de quem exatamente estaria nela ou quais seriam os personagens. Não penso nisso como Star Trek 4, para ser redutivo. Este é um novo começo."

## Elenco
| Personagem       | Filme            | Filme            | Filme            | Filme            | Filme            | Filme            | Filme            | Filme            | Filme            | Filme           | Filme           | Filme          | Filme          |
| Personagem       | I (1979)         | II (1982)        | III (1984)       | IV (1986)        | V (1989)         | VI (1991)        | G (1994)         | FC (1996)        | I (1998)         | N (2002)        | ST (2009)       | ID (2013)      | B (2016)       |
| ---------------- | ---------------- | ---------------- | ---------------- | ---------------- | ---------------- | ---------------- | ---------------- | ---------------- | ---------------- | --------------- | --------------- | -------------- | -------------- |
| James T. Kirk    | William Shatner  | William Shatner  | William Shatner  | William Shatner  | William Shatner  | William Shatner  | William Shatner  |                  |                  |                 | Chris Pine      | Chris Pine     | Chris Pine     |
| Pavel Chekov     | Walter Koenig    | Walter Koenig    | Walter Koenig    | Walter Koenig    | Walter Koenig    | Walter Koenig    | Walter Koenig    |                  |                  |                 | Anton Yelchin   | Anton Yelchin  | Anton Yelchin  |
| Leonard McCoy    | DeForest Kelley  | DeForest Kelley  | DeForest Kelley  | DeForest Kelley  | DeForest Kelley  | DeForest Kelley  |                  |                  |                  |                 | Karl Urban      | Karl Urban     | Karl Urban     |
| Montgomery Scott | James Doohan     | James Doohan     | James Doohan     | James Doohan     | James Doohan     | James Doohan     | James Doohan     |                  |                  |                 | Simon Pegg      | Simon Pegg     | Simon Pegg     |
| Spock            | Leonard Nimoy    | Leonard Nimoy    | Leonard Nimoy    | Leonard Nimoy    | Leonard Nimoy    | Leonard Nimoy    |                  |                  |                  |                 | Zachary Quinto  | Zachary Quinto | Zachary Quinto |
| Hikaru Sulu      | George Takei     | George Takei     | George Takei     | George Takei     | George Takei     | George Takei     |                  |                  |                  |                 | John Cho        | John Cho       | John Cho       |
| Nyota Uhura      | Nichelle Nichols | Nichelle Nichols | Nichelle Nichols | Nichelle Nichols | Nichelle Nichols | Nichelle Nichols |                  |                  |                  |                 | Zoe Saldana     | Zoe Saldana    | Zoe Saldana    |
| Saavik           |                  | Kirstie Alley    | Robin Curtis     | Robin Curtis     |                  |                  |                  |                  |                  |                 |                 |                |                |
| Jean-Luc Picard  |                  |                  |                  |                  |                  |                  | Patrick Stewart  | Patrick Stewart  | Patrick Stewart  | Patrick Stewart |                 |                |                |
| Beverly Crusher  |                  |                  |                  |                  |                  |                  | Gates McFadden   | Gates McFadden   | Gates McFadden   | Gates McFadden  |                 |                |                |
| Data             |                  |                  |                  |                  |                  |                  | Brent Spiner     | Brent Spiner     | Brent Spiner     | Brent Spiner    |                 |                |                |
| Geordi La Forge  |                  |                  |                  |                  |                  |                  | LeVar Burton     | LeVar Burton     | LeVar Burton     | LeVar Burton    |                 |                |                |
| William Riker    |                  |                  |                  |                  |                  |                  | Jonathan Frakes  | Jonathan Frakes  | Jonathan Frakes  | Jonathan Frakes |                 |                |                |
| Deanna Troi      |                  |                  |                  |                  |                  |                  | Marina Sirtis    | Marina Sirtis    | Marina Sirtis    | Marina Sirtis   |                 |                |                |
| Worf             |                  |                  |                  |                  |                  |                  | Michael Dorn     | Michael Dorn     | Michael Dorn     | Michael Dorn    |                 |                |                |
| Jae              |                  |                  |                  |                  |                  |                  | Tracee Lee Cocco | Tracee Lee Cocco | Tracee Lee Cocco |                 |                 |                |                |
| Keenser          |                  |                  |                  |                  |                  |                  |                  |                  |                  |                 | Deep Roy        | Deep Roy       | Deep Roy       |
| George Kirk      |                  |                  |                  |                  |                  |                  |                  |                  |                  |                 | Chris Hemsworth |                |                |

## Equipe
| Função   | Filme             | Filme                         | Filme         | Filme                                                   | Filme                                        | Filme                                        | Filme                                     | Filme                                       | Filme                      | Filme                               | Filme                       | Filme                                                             | Filme                                              | Filme                                                              |
| Função   | I (1979)          | II (1982)                     | III (1984)    | IV (1986)                                               | V (1989)                                     | VI (1991)                                    | G (1994)                                  | FC (1996)                                   | I (1998)                   | N (2002)                            | ST (2009)                   | ID (2013)                                                         | B (2016)                                           | ST 4 (2023)                                                        |
| -------- | ----------------- | ----------------------------- | ------------- | ------------------------------------------------------- | -------------------------------------------- | -------------------------------------------- | ----------------------------------------- | ------------------------------------------- | -------------------------- | ----------------------------------- | --------------------------- | ----------------------------------------------------------------- | -------------------------------------------------- | ------------------------------------------------------------------ |
| Direção  | Robert Wise       | Nicholas Meyer                | Leonard Nimoy | Leonard Nimoy                                           | William Shatner                              | Nicholas Meyer                               | David Carson                              | Jonathan Frakes                             | Jonathan Frakes            | Stuart Baird                        | J. J. Abrams                | J. J. Abrams                                                      | Justin Lin                                         | Matt Shakman                                                       |
| Produção | Gene Roddenberry  | Robert Sallin                 | Harve Bennett | Harve Bennett                                           | Harve Bennett                                | Ralph Winter Steven-Charles Jaffe            | Rick Berman                               | Rick Berman Marty Hornstein Peter Lauritson | Rick Berman                | Rick Berman                         | J. J. Abrams Damon Lindelof | Bryan Burk J. J. Abrams Roberto Orci Alex Kurtzman Damon Lindelof | Justin Lin J. J. Abrams Roberto Orci Lindsey Weber | J. J. Abrams Lindsey Weber                                         |
| Roteiro  | Harold Livingston | Jack B. Sowards               | Harve Bennett | Peter Krikes Steve Meerson Harve Bennett Nicholas Meyer | David Loughery                               | Nicholas Meyer Denny Martin Flinn            | Brannon Braga Ronald D. Moore             | Brannon Braga Ronald D. Moore               | Michael Piller             | John Logan                          | Roberto Orci Alex Kurtzman  | Roberto Orci Alex Kurtzman Damon Lindelof                         | Doug Jung Simon Pegg                               | Lindsey Beer Josh Friedman Cameron Squires Geneva Robertson-Dworet |
| História | Alan Dean Foster  | Harve Bennett Jack B. Sowards | Harve Bennett | Harve Bennett Leonard Nimoy                             | Harve Bennett David Loughery William Shatner | Leonard Nimoy Mark Rosenthal Lawrence Konner | Rick Berman Brannon Braga Ronald D. Moore | Rick Berman Brannon Braga Ronald D. Moore   | Rick Berman Michael Piller | John Logan Rick Berman Brent Spiner | Roberto Orci Alex Kurtzman  | Roberto Orci Alex Kurtzman Damon Lindelof                         | Doug Jung Simon Pegg                               | Lindsey Beer Josh Friedman Cameron Squires Geneva Robertson-Dworet |